# Antonín Bennewitz
Antonín Bennewitz, także Anton Benevic (ur. 26 marca 1833 w Přívracie, zm. 29 maja 1926 w Doksach) – czeski skrzypek i pedagog.

## Życiorys
W latach 1846–1852 studiował w Konserwatorium Praskim u Moritza Mildnera. Od 1852 do 1861 roku był koncertmistrzem Teatru operowego w Pradze, następnie od 1861 do 1863 roku pełnił analogiczną funkcję w Mozarteum w Salzburgu. Od 1866 roku wykładał w Konserwatorium Praskim, w latach 1882–1901 był jego dyrektorem. Jego uczniami byli m.in. Otakar Ševčík, Josef Suk, Karel Hoffmann, Karel Halíř, František Ondříček i Oskar Nedbal. 
Od 1865 roku występował w trio fortepianowym z Františkiem Hegenbarthem i Bedřichem Smetaną.